# Fährverbindung Kungshamn–Hållö
Die Fährverbindung Kungshamn–Hållö führt vom Tätort Kungshamn, dem Verwaltungszentrum der Gemeinde Sotenäs, zur Insel Hållö in der schwedischen Provinz Västra Götalands län und der historischen Provinz Bohuslän.

## Beschreibung der Insel
Die Insel Hållö liegt im Skagerrak. Sie liegt mit der Nachbarinsel Sälö (auf der bis Ende des 18. Jahrhunderts das Seefahrtszeichen Sälö båk stand) im 1975 errichteten, etwa 292 ha großen, Hållöarkipelagens naturreservat.
Sie ist flach und bietet Aussicht in alle Himmelsrichtungen. Hier gibt es vom Eisschild polierte Felsen sowie Badestellen mit sauberem Salzwasser an der Westküste. Eine Sehenswürdigkeit ist der Leuchtturm von Hållö, Bohusläns ältester nördlich von Marstrand, geöffnet vom 1. April bis 30. November. Es gibt das Hostel  Utpost Hållö mit 42 Betten, den Leuchtturm Hållö fyr und neben dem Leuchtturm eine kleine Kapelle.

## HållöExpressen
Die Reederei Hållöexpressen AB befährt die Verbindung im Sommer mit dem Boot HållöExpressen ab dem Hafenbecken am Bäckevikstorget im Zentrum von Kungshamn. Auf Hållö legt das Schiff am Steg von Utpost Hållö an. In den Wochen 25 bis 34 ist keine Voranmeldung erforderlich. Abfahrt in Kungshamn ist jeweils von 9:30 Uhr bis 16:30 Uhr, auf Hållö um 9:45 Uhr bis 15:45 Uhr und um 17 Uhr.
Das eingesetzte Kunststoff-Boot wurde 1986 als Rettungsboot Missouri für das amerikanische Schlachtschiff Missouri gebaut, das unter anderem am Golfkrieg 1990/1991 teilnahm. Nach der Außerdienststellung des Schlachtschiffes wurde das Boot nach Schweden abgegeben. Es ist mit Rettungsinseln (RSD 30 Pers. und Viking 25 Pers.) sowie 55 Rettungsringen ausgerüstet. Bis zu 30 Fahrgästen reicht ein Besatzungsmitglied, darüber sind zwei Personen vorgeschrieben.
Nach der Saison 2022 steht das Schiff zum Verkauf.

## Sonstiges
In den Wochen 13 bis 23 und 35 bis 48 befährt Zitabåtarna die Strecke einmal täglich, Abfahrt in Kungshamn um 13 Uhr, Rückfahrt ab Hållö um 13:30 Uhr (am Freitag erst um 15 Uhr oder 16 Uhr). Diese Fahrten müssen vorangemeldet werden.